# Middle-Earth Tabletop-Strategiespiel
Middle-Earth Tabletop-Strategiespiel, bis 2018 Der Herr der Ringe (2012–2018 auch Der Hobbit Tabletop Strategiespiel) ist ein Tabletopspiel der Firma Games Workshop, welches sich an die Verfilmung von J. R. R. Tolkiens Büchern Der Herr der Ringe und Der Hobbit lehnt. Dabei können entweder mit bestimmten Figuren Szenen aus den Filmen nachgespielt oder unabhängige Schlachten in Bezug auf die Bücher geführt werden.
Games Workshop baute nach dem Erfolg der Tabletopspiele Warhammer Fantasy und Warhammer 40.000 mit Der Herr der Ringe ein drittes Standbein der Firma auf. Das Spiel wird immer noch erweitert, so gibt es zum Beispiel mittlerweile die dritte Edition, und die Völkeranzahl wurde von zwei auf zwölf aufgestockt. Inzwischen gilt das Spiel als etabliert und steht gleichwertig neben den beiden anderen Hauptspielsystemen von Games Workshop.
Nach dem Erwerb der Lizenz stellte New Line Cinema strenge Anforderungen an Games Workshop, die inzwischen aber gelockert wurden. So musste das Spiel anfangs in Läden genau getrennt von den anderen Systemen platziert werden und das „Mischen“ von Herr-der-Ringe-Miniaturen und Figuren von anderen Spielen war offiziell untersagt. Zudem musste jeder Schauspieler, nach dessen Erscheinung ein Modell angefertigt wurde, sein Einverständnis dazu geben. Bis auf Liv Tyler, die erst den dritten Entwurf absegnete, kam es dabei jedoch zu keinen Schwierigkeiten.

## Das Spiel

### Spielprinzip
Jeder Spieler entscheidet sich für eine der spielbaren Gruppen oder Völker und stellt mit Hilfe der völkerspezifischen Regeln eine Armee zusammen. Die Truppen werden durch entsprechende Zinn-, Kunststoff oder Resinminiaturen dargestellt und auf dem Spieltisch nach bestimmten Regeln platziert.
Das Spiel läuft in Phasen ab, ein Spieler bewegt seine Miniaturen, dann der andere, danach schießt der erste Spieler mit seinen Fernkampftruppen, nach ihm wieder der Gegner, und als letztes wird der Nahkampf gleichzeitig abgehandelt. Der Ausgang der meisten Ereignisse wird per Würfelwurf bestimmt.

### Spielsystem
Das Spiel benutzt ähnlich wie Warhammer Fantasy und Warhammer 40.000 ein Punktesystem, mit dem die Armeestärken der spielenden Parteien gerecht aufgeteilt werden soll. Jede Einheit hat einen Punktewert, der nach Stärke der jeweiligen Figur variiert. Vor dem Spiel wird ein Punktelimit festgelegt.
Es gibt folgende Spielmöglichkeiten:
- Szenario

Beim Szenario wird ein Ereignis aus den Büchern oder Filmen nachgespielt, wobei die Spielfiguren festgelegt sind und Sonderregeln verwendet werden.
- Punktspiel

Bei dieser Spielmethode kämpfen zwei ungefähr gleich starke Armeen gegeneinander. Die Figuren können vom Spieler selbst ausgewählt werden, das Punktelimit machen sich die Spieler selbst aus (oft 500, 600, 700 Punkte).
- Kriegerbanden

Bis zu 25 Miniaturen.

## Die Modelle
Die Modelle sind im 28 mm Maßstab gehalten, was etwa dem Maßstab 1:60 entspricht. Damit sind sie im Schnitt zwar kleiner als Warhammer-Miniaturen, dagegen untereinander jedoch größtenteils maßstabsgetreu. Einige Großmodelle wurden aus Kostengründen und der im Sinne der Spielbarkeit etwas geschrumpft, dies ist aber kein echtes Manko, da die Figuren selbst nur abstrakte Marker auf dem Spielfeld darstellen.
Es gibt sowohl Zinn- als auch Kunststoffmodelle, wobei Games Workshop seit einiger Zeit dazu tendiert, bei Neuauflagen von früheren Zinnfiguren Kunststoff zu verwenden. Im Jahr 2011 wurde ein neues Material, mit der Produkt Bezeichnung Finecast, eingeführt. Finecast ist ein sogenanntes Hybrid-Resin, ein Resin-Kunstharz mit Materialeigenschaften, die den mechanischen Eigenschaften des normalerweise verwendeten Polyethylen-Kunststoffes entsprechen sollen. Tatsächlich handelt es sich um ein einfaches Resin (also ein zwei Komponenten Kunstharz), welches auch schon in ähnlicher Form von Privateer Press (für Hordes und Warmaschine) oder Alchemy Miniatures verwendet wurde. Das in der Spielergemeinschaft fälschlicherweise oft als Plasteresin bezeichnete Finecast, ist seit seiner Markteinführung heftig umstritten.
Die Figurenbausätze sind zumeist mehrteilig und werden in der Regel von den Spielern selbst bemalt und zusammengebaut. Neben Figuren, die in den Filmen auftauchen und somit ein Vorbild boten, entwarf Games Workshop auch Modelle zu Charakteren, die nur in der Buchvorlage erwähnt werden (z. B. Tom Bombadil, Arathorn). Weiterhin existieren von Games Workshop selbst erfundene Charaktere, besonders auf der bösen Seite. Dazu gehören unter anderem Charaktere der Haradrim und Korsaren (z. B. Der Goldene König von Abrakhân, Dalamyr von Umbar), Persönlichkeiten für die sieben bei Tolkien anonym gebliebenen Nazgûl oder der Dämon Gûlavhar aus Angmar.

## Ergänzungen
Die Ergänzungsbücher enthalten weitere Szenarios zum Nachspielen, Hintergrundinformationen und eventuelle Sonderregeln, Armeelisten und Profile von Einheiten.
- Schatten und Flamme (Zum Regelbuch Die Zwei Türme)
- Die Belagerung von Gondor (Zum Regelbuch Die Rückkehr des Königs)
- Die Schlacht auf den Pelennor-Feldern (Zum Regelbuch Die Rückkehr des Königs)
- Die Befreiung des Auenlandes (Zum Regelbuch Die Rückkehr des Königs)
- Die Gefährten
- Der Schatten im Osten
- Der Sturz des Nekromanten
- Die zwei Türme
- Legionen von Mittelerde (Buch mit fast allen Einheiten und ihren Punktkosten, Szenarios für Armeen)
- Der Untergang von Arnor
- Khazad-Dûm
- Die Rückkehr des Königs
- Gondor in Flammen
- Harad
- Mordor
- Der Ringkrieg (kein Ergänzungsbuch im eigentlichen Sinne)

### Regelwerke und Ergänzungen für Der Hobbit
2012 erschien im Zuge der Hobbit-Filme eine Neuauflage der Regeln. Im Vorfeld wurden bereits fünf sogenannte Quellenbücher veröffentlicht, in denen sämtliche für Der Herr der Ringe erschienenen Profile aufgelistet waren. Für den zweiten Film erschien das Erweiterungsheft Smaugs Einöde, welches die Profile der zu diesem Film erschienenen Modelle und erzählerische Szenarios zur Reise von Thorins Gefolgschaft durch den Düsterwald enthielt. Zum dritten Film veröffentlichte Games Workshop lediglich ein Begleitheft, welches Profile und zwei Szenarios enthielt. 2016 erschien das Buch There And Back Again. Dieses beinhaltete alle Profile für den zweiten und dritten Hobbitfilm, sowie überarbeitete und neue Szenarios.
- Der Hobbit Regelbuch (mit den Profilen zum ersten Hobbit-Film)
- Smaugs Einöde
- There And Back Again (Erweiterungsbuch zum 2. und 3. Hobbitfilm, nur auf Englisch erhältlich)

Die Quellenbücher enthalten die aktuellen Profile der Armeen aus Der Herr der Ringe.
- Die Königreiche der Menschen
- Die Freien Völker
- Die Gefallenen Reiche
- Mordor
- Moria und Angmar

### Aktuelle Regelwerke
2018 legte Games Workshop das Spiel unter dem Namen Middle-Earth Tabletop-Strategiespiel (Originaltitel Middle-Earth Strategy Battle Game) neu auf. Im Zuge dessen erschienen seitdem ein neues Regelbuch, Profilsammlungen für Der Herr der Ringe und Der Hobbit sowie neue Ergänzungsbücher mit Profilen und Szenarios.
- Middle-Earth Regelwerk
- Armeen aus Der Herr der Ringe
- Armeen aus Der Hobbit
- Middle-Earth Battle Companies (nur auf Englisch)
- Middle-Earth Matched Play Guide (nur auf Englisch)
- Gondor at War (nur auf Englisch)
- The Scouring of the Shire (nur auf Englisch)
- War in Rohan (nur auf Englisch)
- The Quest of the Ringbearer (nur auf Englisch)
- Der Sturz des Nekromanten
- Verteidigung des Nordens

### Strategiespiele in Mittelerde
Strategiespiele in Mittelerde war eine vom Verlag DeAgostini herausgegebene Heftreihe, in denen das Herr-der-Ringe-Tabletopspiel erläutert wurde. Es wurden veraltete Regeln aus den oben erwähnten Regelbüchern von Games Workshop verwendet, und man spielte ebenfalls mit Games-Workshop-Miniaturen, die häufig mit den Heften billiger waren als wenn man sie im Laden direkt kaufte. Die Miniaturen waren aber die gleichen.
Die Hefte waren unterteilt in
- „Abenteuer Mittelerde“: Tabletop-Spieler, die den Herr der Ringe nicht kennen, werden in die Hintergründe des Buches/Filmes eingeführt.
- „Spielregeln & Tipps“ erklärt die Spielregeln oder gibt Hinweise zu Strategien etc.
- „Szenario“: in diesem Abschnitt wird ein Szenario mit Sonderregeln, Siegbedingungen usw. zum Nachspielen vorgestellt.
- „Mal-Workshop“: Hier wird erläutert, wie man die beigelegten unbemalten Figuren zum Leben erweckt.
- „Modellbau-Workshop“: In Schritt-für-Schritt-Anleitungen wird gezeigt, wie man eigene Geländeteile (z. B. Hecken, Hügel, Häuser, Ruinen, Bäche usw.) baut.

## Kosten
Die Kosten für die Figuren sind sehr unterschiedlich, so sind Zinnfiguren-Pakete je nach Größe von 12,50 Euro (1 Charaktermodell zu Fuß, wie z. B. König der Toten; 2 Einheiten, wie die Tunnelkämpfer) über 12,50 Euro (3 Modelle) bis 20,00 Euro (2 Charaktermodelle oder berittene Einheiten) zu haben, während große Spezialeinheiten (z. B. Kriegsmûmak von Harad) bis zu 70 Euro kosten. Plastikkriegerboxen kosten 19,50 Euro und enthalten je 12 Krieger. Die aus dem Sortiment genommenen Armeeboxen für je 80 Euro und die größeren Streitmachtsboxen, welche bis zu über 200 Euro kosteten, sind nicht mehr erhältlich.

## Spielgruppen und Ligen
In Deutschland und auch in anderen Ländern organisiert Games Workshop seit Anfang 2014 keine eigenen Herr-der-Ringe-(Tabletop)-Turniere und -Veranstaltungen mehr. Aus diesem Grund haben sich in den verschiedensten sozialen Medien Gruppen und Ligen gebildet. Diese Gruppen vernetzen die Herr-der-Ringe-(Tabletop)-Hobbyisten, um gleichgesinnte Spielpartner zu finden und Veranstaltungen (wie Turniere) zu organisieren.

## Spielbare Armeen
- Arnor
- Minas Tirith
- Rohan
- Die Lehen
- Die Armee der Toten
- Wilde Menschen des Drúadan-Waldes
- Númenor
- Garnison von Thal
- Die Armee von Seestadt
- Die Überlebenden von Seestadt
- Das Königreich von Khazad-Dûm
- Thrors Heer
- Der wiedereroberte Erebor
- Die Eisenberge
- Thorins Gefolgschaft
- Bruchtal
- Lothlórien
- Thranduils Hallen
- Die Gefährten
- Das Auenland
- Die Wanderer in der Wildnis
- Der Weiße Rat
- Das Nebelgebirge
- Mordor
- Barad-dûr
- Die Schlangenhorde
- Weit Harad
- Die Korsaren von Umbar
- Die Ostlinge
- Variags von Khand
- Isengart
- Sharkas Abtrünnige
- Moria
- Angmar
- Azogs Jäger
- Azogs Legion
- Dunkle Mächte von Dol Guldur
- Finstere Bewohner des Düsterwalds
- Goblinstadt
- Die Trolle
- Verwüster des Nordens